# Clarkson-Kliffs
Die Clarkson-Kliffs sind vereiste und 1400 m hohe Kliffs mit einigen Felsvorsprüngen im ostantarktischen Coatsland. Sie ragen am nordöstlichen Ende des Fuchs Dome in der Shackleton Range auf.
Erste Luftaufnahmen entstanden 1967 durch die United States Navy. Der British Antarctic Survey nahm zwischen 1968 und 1971 Vermessungen vor. Das UK Antarctic Place-Names Committee benannte die Kliffs am 5. Januar 1972 nach dem britischen Geologen Peter David Clarkson (* 1945) vom British Antarctic Survey (BAS), der von 1968 bis 1978 bei vier Forschungskampagnen im Gebiet der Kliffs tätig war, darüber hinaus von 1968 bis 1970 zur Besetzung der Halley-Station gehörte, von 1976 bis 1989 die Abteilung für Mineralogie, Geologie und Geochemie des BAS leitete und ab 1989 am Scott Polar Research Institute arbeitete.